# Edmund Lennmalm
Carl Edmund Lennmalm, född 6 juli 1829 i Nora, död 16 november 1907 i Nyköping, var en svensk lärare och apotekare. Han var far till Frithiof Lennmalm.
Edmund Lennmalm var son till apotekaren Gustaf Lennmalm. Efter skolgång i Västerås avlade han farmacie studiosiexamen 1847 och apotekarexamen 1856. Han tjänstgjorde därefter vid apoteket Östgöta Lejon i Norrköping till 1866 och var därutöver lärare i botanik, zoologi och handelsvarukännedom vid Tekniska elementarskolan i Norrköping 1860–1866. 1866 erhöll han privilegium på apoteket i Karlskoga, och 1872 fick han transport till apoteket Fenix i Nyköping, vilket han innehade fram till sin död. För undervisningen vid de tekniska skolorna utgav han några några läroböcker som kom att användas ganska mycket, Anteckningar i botanik och zoologi med hufvudsakligt afseende på techniskt nyttiga växter och djur (1866) och Handbok i varukännedom (1868).